# Homoeoneuria
Homoeoneuria is een geslacht van haften (Ephemeroptera) uit de familie Oligoneuriidae.

## Soorten
Het geslacht Homoeoneuria omvat de volgende soorten:
- Homoeoneuria alleni
- Homoeoneuria ammophila
- Homoeoneuria cahabensis
- Homoeoneuria dolani
- Homoeoneuria fittkaui
- Homoeoneuria salviniae
- Homoeoneuria watu